# Positivtest
Der Positivtest (auch verifizierender Test, verifizierendes Testverfahren oder Gut-Test genannt) will beweisen, dass eine Anforderung an die Anwendung fehlerfrei ausführbar ist. 
Der Testfall prüft also die korrekte Verarbeitung bei korrekter Handhabung ab.
Zweck des Positivtests ist es nachzuweisen, dass die Anwendung bei richtiger Bedienung das tut, was sie tun soll.
Mit einem Positivtestfall wird das korrekte Verhalten der Anwendung und des Anwenders geprüft. Dabei werden ausschließlich gültige Werte eingegeben, Masken werden prinzipiell korrekt und vollständig ausgefüllt, Schnittstellen werden korrekt beliefert.
Eine Erweiterung des Positivtests ist der Negativtest.